# Thelairosoma varipes
Thelairosoma varipes är en tvåvingeart som beskrevs av Villeneuve 1943. Thelairosoma varipes ingår i släktet Thelairosoma och familjen parasitflugor.
Artens utbredningsområde är Malawi. Inga underarter finns listade i Catalogue of Life.